# Doru Laurian Bădulescu
Doru Laurian Bădulescu (n. 6 octombrie 1948, București, România) este un politician român, senator în două rânduri.

## Biografie
Este fiul aviatorului Mircea T. Bădulescu.
A fost ales senator român în legislatura 1996–2000 în județul Ilfov, pe listele partidului PDSR. 
A fost membru în Comisia economică, industrii și servicii. De asemenea, Doru Laurian Bădulescu a fost membru în grupurile parlamentare de prietenie cu Albania și Regatul Unit al Marii Britanii și Irlandei de Nord.
În legislatura 2000–2004, Doru Laurian Bădulescu a fost ales pe listele PDSR (devenit ulterior PSD). A demisionat din Senat pe data de 22 iunie 2004 și a fost înlocuit de senatorul Ioan Buraga. În cadrul activității sale parlamentare, Doru Laurian Bădulescu a fost membru în grupurile parlamentare de prietenie cu Arabia Saudită, Republica Venezuela și Republica Africa de Sud. Doru Laurian Bădulescu a inițiat 6 propuneri legislative din care 1 a fost promulgată lege.
Doru Laurian Bădulescu este căsătorit cu Nicoleta Bădulescu și au două fiice, Raluca Bădulescu (critic vestimentar și vedetă de televiziune) și Ioana.

## Legături externe
- Doru Laurian Bădulescu Arhivat în 22 august 2016, la Wayback Machine. la cdep.ro